# أولومنسك
أولومنسك (بالروسية: Олёкминск) هي إحدى مدن روسيا في الكيان الفدرالي الروسي ياقوتيا.

## المناخ
يظهر الجدول التالي التغييرات المناخية على مدار السنة لأولومنسك:
| البيانات المناخية لـأولومنسك          | البيانات المناخية لـأولومنسك | البيانات المناخية لـأولومنسك | البيانات المناخية لـأولومنسك | البيانات المناخية لـأولومنسك | البيانات المناخية لـأولومنسك | البيانات المناخية لـأولومنسك | البيانات المناخية لـأولومنسك | البيانات المناخية لـأولومنسك | البيانات المناخية لـأولومنسك | البيانات المناخية لـأولومنسك | البيانات المناخية لـأولومنسك | البيانات المناخية لـأولومنسك | البيانات المناخية لـأولومنسك |
| الشهر                                 | يناير                        | فبراير                       | مارس                         | أبريل                        | مايو                         | يونيو                        | يوليو                        | أغسطس                        | سبتمبر                       | أكتوبر                       | نوفمبر                       | ديسمبر                       | المعدل السنوي                |
| ------------------------------------- | ---------------------------- | ---------------------------- | ---------------------------- | ---------------------------- | ---------------------------- | ---------------------------- | ---------------------------- | ---------------------------- | ---------------------------- | ---------------------------- | ---------------------------- | ---------------------------- | ---------------------------- |
| الدرجة القصوى °م (°ف)                 | 2.0 (35.6)                   | 1.0 (33.8)                   | 11.2 (52.2)                  | 18.8 (65.8)                  | 31.1 (88.0)                  | 35.4 (95.7)                  | 36.5 (97.7)                  | 37.7 (99.9)                  | 26.6 (79.9)                  | 18.2 (64.8)                  | 6.1 (43.0)                   | −0.7 (30.7)                  | 37.7 (99.9)                  |
| متوسط درجة الحرارة الكبرى °م (°ف)     | −26.8 (−16.2)                | −20.4 (−4.7)                 | −8.3 (17.1)                  | 3.3 (37.9)                   | 13.3 (55.9)                  | 22.2 (72.0)                  | 24.9 (76.8)                  | 21.1 (70.0)                  | 11.5 (52.7)                  | −0.8 (30.6)                  | −16.6 (2.1)                  | −26.1 (−15.0)                | −0.2 (31.6)                  |
| المتوسط اليومي °م (°ف)                | −30.7 (−23.3)                | −25.9 (−14.6)                | −15.4 (4.3)                  | −2.9 (26.8)                  | 7.1 (44.8)                   | 15.3 (59.5)                  | 18.4 (65.1)                  | 14.6 (58.3)                  | 6.1 (43.0)                   | −5.0 (23.0)                  | −20.8 (−5.4)                 | −29.9 (−21.8)                | −5.8 (21.6)                  |
| متوسط درجة الحرارة الصغرى °م (°ف)     | −34.6 (−30.3)                | −30.7 (−23.3)                | −22.2 (−8.0)                 | −9.2 (15.4)                  | 1.0 (33.8)                   | 8.5 (47.3)                   | 12.1 (53.8)                  | 8.8 (47.8)                   | 1.4 (34.5)                   | −9.0 (15.8)                  | −24.9 (−12.8)                | −33.7 (−28.7)                | −11.0 (12.1)                 |
| أدنى درجة حرارة °م (°ف)               | −60.1 (−76.2)                | −57.6 (−71.7)                | −47.4 (−53.3)                | −35.1 (−31.2)                | −16.1 (3.0)                  | −4.7 (23.5)                  | 0.2 (32.4)                   | −4.7 (23.5)                  | −13.7 (7.3)                  | −32.1 (−25.8)                | −49.1 (−56.4)                | −57.2 (−71.0)                | −60.1 (−76.2)                |
| الهطول مم (إنش)                       | 17 (0.7)                     | 11 (0.4)                     | 9 (0.4)                      | 10 (0.4)                     | 32 (1.3)                     | 39 (1.5)                     | 58 (2.3)                     | 50 (2.0)                     | 40 (1.6)                     | 21 (0.8)                     | 21 (0.8)                     | 18 (0.7)                     | 326 (12.9)                   |
| متوسط الأيام الممطرة                  | 0                            | 0                            | 0.2                          | 3                            | 15                           | 16                           | 15                           | 15                           | 16                           | 5                            | 0.1                          | 0                            | 85.3                         |
| متوسط الأيام المثلجة                  | 27                           | 23                           | 18                           | 11                           | 3                            | 0.1                          | 0                            | 0                            | 2                            | 20                           | 27                           | 27                           | 158.1                        |
| متوسط الرطوبة النسبية (%)             | 80                           | 79                           | 71                           | 60                           | 57                           | 63                           | 69                           | 74                           | 75                           | 77                           | 82                           | 80                           | 72                           |
| ساعات سطوع الشمس الشهرية              | 38                           | 116                          | 211                          | 249                          | 268                          | 295                          | 308                          | 241                          | 152                          | 93                           | 60                           | 17                           | 2٬048                        |
| المصدر #1: pogoda.ru.net,             |                              |                              |                              |                              |                              |                              |                              |                              |                              |                              |                              |                              |                              |
| المصدر #2: NOAA (sun only, 1961-1990) |                              |                              |                              |                              |                              |                              |                              |                              |                              |                              |                              |                              |                              |